# Florian Bergér (Pilot)
Florian Bergér (* 31. März 1989, in Eichstätt, Deutschland) ist ein deutscher Kunstflugpilot, der seit der Saison 2015 in der Challenger Class der Red Bull Air Race Weltmeisterschaft startet.

## Karriere

### Anfänge
Bergér begann seine Karriere mit dem Segelfliegen. Heute ist er Pilot bei der Lufthansa.

### Wettbewerbskunstflug
Bergér absolvierte sein Kunstflugtraining an der Flugschule des Red Bull Air Race Meisters Matthias Dolderer in Tannheim und repräsentierte seit 2014 Deutschland bei internationalen Wettkämpfen. Unter anderem erzielte er einen dritten Platz beim Teamwettbewerb der Europameisterschaften im Kunstfliegen und holte mehrere Einzelmedaillen in der Unlimited Kategorie bei Deutschen Meisterschaften. Er wurde Deutscher Vizemeister 2016 und Deutscher Meister 2018, 2019, 2020, 2022 sowie 2023.

## Erfolge

### Red Bull Air Race Weltmeisterschaft
Als Bergér 2015 Teil der Challenger Class wurde, gehörte er zu den jüngsten Piloten, die je beim Red Bull Air Race geflogen sind. Gewillt, seine Air-Racing-Fähigkeiten weiter auszubauen, platzierte er sich in seinen ersten drei Saisons insgesamt zehnmal auf dem Podium. Highlights waren unter anderem sein erster Rennsieg im österreichischen Spielberg sowie der Triumph in seinem ersten Heimrennen auf dem Lausitzring in Deutschland (jeweils 2016). Die Siegesserie setzte sich 2017 mit dem Sieg beim Rennen in San Diego in den USA fort. Später triumphierte er auch in Budapest, der spirituellen Heimat des Red Bull Air Race. Bergér wird sich auch in der Saison 2018 weiterentwickeln und versuchen, sich an das neue Flugzeug der Challenger Class – einer Edge 540 V2 – zu gewöhnen.
Florian Bergér ist der erste deutsche Pilot, dem es gelang, den Red Bull Air Race Challenger Cup Titel zu gewinnen, und er ist weltweit der einzige Pilot, dem dies zweimal gelang.
Bergér ist gemeinsam mit Red Bull Air Race-Kollege Daniel Ryfa offiziell zum Stand-by-Master ernannt worden. Sie kommen dann zum Einzug in die Master Class, wenn einer der Master-Piloten längerfristig ausfällt oder sich entscheidet, auszusteigen.

#### Challenger Class
| Jahr | 1 | 2   | 3   | 4      | 5      | 6   | 7   | 8   | Punkte | Siege | Rang |
| ---- | - | --- | --- | ------ | ------ | --- | --- | --- | ------ | ----- | ---- |
| 2015 | 4 | 4   | DNP | 6      | 5      | 5   | 3   |     | 14     | 0     | 5    |
| 2016 | 3 | 1   | DNP | 4      | 2      | 1   | DNP | CAN | 28     | 2     | 1    |
| 2017 | 2 | 1   | 1   | DNP 1) | DNP    | 2   | 2   | 4   | 38     | 2     | 1    |
| 2018 | 1 | DNP | 2   | DNP    | DNP 2) | DNP | 1   | 2   | 36     | 2     | 2    |
| 2019 | 1 | DNP | 1   | Ungarn | 1      |     |     |     | -      | 3     | -    |

(Legende: CAN = Abgesagt; DNP = Nicht teilgenommen; DNS = Nicht gestartet; DSQ = Disqualifiziert)

### Meisterschaften
| Datum                | Rennen                                   | Austragungsorte                                             | Klasse              | Rang   | Flugzeug  | Luftfahrzeugkennzeichen | Hinweis |
| -------------------- | ---------------------------------------- | ----------------------------------------------------------- | ------------------- | ------ | --------- | ----------------------- | ------- |
| 2014 23 - 30 August  | 19. FAI European Aerobatic Championships | Ungarn Komitat Bács-KiskunKecskemét (Flughafen Matkópuszta) | Unlimited           | 20.    | EA-330SC  | D-EVIX                  | [ 3 ]   |
| 2014 23 - 30 August  | 19. FAI European Aerobatic Championships | Ungarn Komitat Bács-KiskunKecskemét (Flughafen Matkópuszta) | Freestyle           | 7.     | EA-330SC  | D-EVIX                  | [ 4 ]   |
| 2015 20 - 29 August  | 28. FAI World Aerobatic Championships    | Frankreich Châteauroux                                      | Unlimited           | 27.    | EA-330SC  | D-EVIX                  | [ 5 ]   |
| 2016 20 - 28 August  | 20. FAI European Aerobatic Championships | Tschechien Moravská Třebová                                 | Unlimited           | 17.    | EA-330SC  | D-EVIX                  | [ 6 ]   |
| 2016 20 - 28 August  | 20. FAI European Aerobatic Championships | Tschechien Moravská Třebová                                 | Freestyle           | 7.     | EA-330SC  | D-EVIX                  | [ 7 ]   |
| 2018 1 - 8 September | 21. FAI European Aerobatic Championships | Tschechien Jindřichův Hradec                                | Unlimited           | 15.    | EA-330SC  | D-EVIX                  | [ 8 ]   |
| 2018 1 - 8 September | 21. FAI European Aerobatic Championships | Tschechien Jindřichův Hradec                                | Freestyle           | 6.     | EA-330SC  | D-EVIX                  | [ 9 ]   |
| 2019 21 - 31 August  | 30. FAI World Aerobatic Championships    | Frankreich Châteauroux                                      | Unlimited Freestyle | 13. 9. | EA-330SC  | D-EVIX                  |         |
| 3. – 13. August 2022 | 31. FAI World Aerobatic Championships    | Polen Leszno                                                | Unlimited Freestyle | 9. 10. | EA- 330SC | D-EVIX                  |         |